# Impérial Lofts
 (février 2022).
L'Impérial Lofts est l’un des derniers vestiges du début de l’âge industriel à Granby.

## Histoire
Dans les années 1880 l’industrie du tabac voit le jour à Granby. L’Empire Tobacco, a été fondé Halifax en 1864 par John Archibald, en 1887 l’industrie déménage à Montréal, mais à la suite d'un incendie en 1895 le maire de Granby, Stephen Henderson Campbell Miner, convainc John Archibald de s’installer à Granby avec une offre généreuse. À partir de ce moment-là, l’industrie de spécialise dans le tabac à pipe et à chiquer. En 1898, l’usine se fait vendre à l’American Tobacco, en 1908 elle est rachetée par l’Imperial Tobacco. Celle-ci connaît un développement spectaculaire.
En 1912, a lieu la construction de plus grand immeuble du groupe actuel et il y construit en 1946-1947 un étage supplémentaire. En 1930, on y comptait 700 travailleurs ce qui fut la deuxième plus importante usine de Granby. L’Imperial Tobacco a continué à se consacrer à la production de tabac à chiquer et au tabac à pipe. Certaines marques comme : Royal Oak, Olf Fox, Empire ou Rosebud, ont fait connaitre la ville de Granby jusqu'au bout du Canada.
Mais, après la Seconde Guerre mondiale, la compagnie perd beaucoup d’actif dû au fait que la société évolue et devient plus axé sur les cigarettes que le tabac à chiquer ou le tabac à pipe. Puisqu'il est trop coûteux d’adapter l’usine à une telle demande, la compagnie fait des mises à pied et des baisses de production. En 1971, dû à une demande presque insistante la compagnie ferme ses portes, ce qui met fin à l’industrie du tabac à Granby.
Quelques années plus tard la bâtisse fut achetée par un homme d’affaires du nom de Gérald Scoot, qui l’offre en location à diverses entreprises et à quelques artisanats. En 1974, un projet d’emménagement de l’Impérial est né, après que l’entreprise Chasco en est fait l’acquisition et à développer des ateliers destinés aux artistes. En 1984, eut le 3e Impérial, un centre d’essai en arts visuels voué à l’expression des artistes professionnels. En date de 2013, plusieurs parties de complexe étaient inoccupées et en 2016 à un projet de loft d’habitation est envisagé,.

## Noms que la bâtisse a déjà possédé
1. Empire Tobacco (1895)
2. American Tobacco (1898)
3. Imperial Tobacco (1908)
4. Impérial Lofts (actuellement en 2017)